# 大越勝秋
大越 勝秋（おおこし かつあき、1911年 – 1984年1月24日）は、日本の歴史家、民俗学者。

## 略歴
福島県生まれ。1936年に立正大学専門部に入学し、1939年に卒業する。1940年、東京高等師範学校研究科に進学し、1941年3月に卒業。同年、大阪府立岸和田中学校に入職し、学制改革後も大阪府立岸和田高等学校に勤務し、1971年に退職。同年から阪南大学教授となり、1981年まで務める。
大阪府域の条里制坪名の調査を行ったほか、岸和田高校では生徒の課外活動（クラブ活動）の指導から発展して宮座や民謡の研究を行った。